# Guè
Guè, in precedenza noto come Gué Pequeno, pseudonimo di Cosimo Fini (Milano, 25 dicembre 1980), è un rapper italiano.
È uno dei tre membri dei Club Dogo, gruppo hip hop attivo tra i primi anni duemila e la metà del decennio seguente. A partire dal 2011 ha intrapreso una proficua carriera solista, nel corso della quale ha pubblicato dieci dischi (di cui uno con Marracash).

## Biografia

### Primi anni e Club Dogo
Nato il giorno di Natale del 1980, è figlio dei giornalisti Marco Fini e Michela. Con lo pseudonimo iniziale Il Guercio, il rapper ha iniziato la propria carriera musicale intorno al 1996, assieme al compagno di classe al Liceo Ginnasio Giuseppe Parini Dargen D'Amico. I due, dopo un primo demo autoprodotto, conoscono Jake La Furia e formano con lui il gruppo Sacre Scuole. Il trio pubblicherà soltanto il disco 3 MC's al cubo e si scioglierà a causa di contrasti tra D'Amico e La Furia. I rimanenti componenti, insieme al produttore Don Joe (che aveva realizzato alcune strumentali per 3 MC's al cubo), formeranno successivamente i Club Dogo. Durante questo periodo Pequeno ha partecipato alla realizzazione di diversi album e mixtape, tra cui spiccano 50 Emcee's Pt. 1 degli ATPC e Tutti x uno di DJ Enzo.

### Carriera solista

#### Prime pubblicazioni (2005-2011)
Nel 2005 Gué Pequeno ha pubblicato l'EP Hashishinz Sound Vol. 1 insieme al DJ producer Deleterio, mentre l'anno successivo ha pubblicato il mixtape Fastlife Mixtape Vol. 1, inciso con DJ Harsh e seguito tre anni più tardi da Fastlife Mixtape Vol. 2 - Faster Life.
Nel corso degli anni ha collaborato con i maggiori artisti della scena underground e non, tra cui Noyz Narcos del TruceKlan, J-Ax, Marracash ed Entics. Nel 2010 pubblica il libro La legge del cane, scritto a quattro mani con Jake La Furia. Nel marzo del 2011 va in onda su Deejay TV con il programma Un giorno da cani, format televisivo di quattro puntate dove lui e Jake La Furia provano esperienze lavorative tramutandole in testi per le loro canzoni hip hop, con Don Joe alla base.

#### Il ragazzo d'oroeBravo ragazzo(2011-2014)
Nel mese di giugno 2011 esce il suo primo album da solista, intitolato Il ragazzo d'oro, che vede la partecipazione di diversi rapper italiani, tra cui Marracash, Entics, Ensi e Jake La Furia. Il disco è stato anticipato dal singolo Non lo spegnere (Reloaded) e successivamente viene estratto anche il video musicale per il brano Ultimi giorni.
Sempre nel 2011, il rapper fonda insieme a DJ Harsh l'etichetta discografica indipendente Tanta Roba, il cui primo prodotto è stato Il mio primo disco da venduto di Fedez. Il 20 gennaio 2012 esce Fastlife Mixtape Vol. 3, frutto della collaborazione con DJ Harsh e altri artisti italiani del genere come il già citato Fedez, Emis Killa, Salmo, Gemitaiz e Daniele Vit.
Il 28 marzo 2013 esce il mixtape Guengsta Rap, scaricabile gratuitamente dal suo sito ufficiale. I brani dell'album sono mixati da DJ Jay-K. Il 5 aprile viene pubblicato Business, primo singolo estratto dal secondo album in studio del rapper e prodotto da 2nd Roof. Il relativo video, anticipato da un trailer in cui viene rivelata la data di pubblicazione dell'album, fissata per il 4 giugno, viene invece pubblicato il 9 aprile. Successivamente viene annunciato il secondo singolo Rose nere, pubblicato su iTunes il 23 aprile; il video invece è stato pubblicato su YouTube il 26 aprile, data in cui viene rivelato il titolo dell'album, Bravo ragazzo. Il 9 maggio annuncia, attraverso la propria pagina Facebook, la lista tracce dell'album, mentre il giorno successivo pubblica il terzo singolo estratto dall'album, l'omonimo Bravo ragazzo.
Il 13 giugno è stata pubblicata un'anteprima del video del brano Il drink & la jolla, realizzato con la partecipazione di Ntò e pubblicato il 18 giugno. Il 10 luglio è stata pubblicata un'anteprima del video di Tornare indietro, brano realizzato con la partecipazione della cantante britannica Arlissa; il video è uscito due giorni più tardi. Il 12 settembre è stato annunciato il video del brano Brivido, realizzato insieme a Marracash, reso disponibile il 17 settembre.
Nel mese di dicembre 2013 Bravo ragazzo è stato certificato disco di platino per aver raggiunto la soglia delle 50 000 copie vendute. Nel 2021 viene poi certificato doppio disco di platino.

#### Vero(2015)
Nella primavera del 2015 Pequeno ha rinnovato il proprio contratto con la Universal Music Group e ha annunciato la firma per la Def Jam Recordings, divenendo così il primo artista italiano a firmare per l'etichetta. In seguito a ciò, il rapper ha pubblicato il video di un brano inedito intitolato Squalo. Quest'ultimo, insieme ai singoli Le bimbe piangono e Interstellar, ha anticipato l'uscita del terzo album da solista del rapper, intitolato Vero e pubblicato il 23 giugno dello stesso anno. Nello stesso anno ha collaborato con Fabri Fibra al brano E tu ci convivi, presente nell'album Squallor. Nel giugno dello stesso anno, Pequeno ha partecipato al Summer Festival 2015 con Interstellar, ottenendo una candidatura per il Premio RTL 102.5 - Canzone dell'estate.

#### Collaborazione con Marracash (2016-2017)
Il 4 gennaio 2016, attraverso i social network, il rapper ha annunciato la realizzazione di un album in studio insieme a Marracash. Pubblicato il 24 giugno dello stesso anno, l'album si intitola Santeria ed è composto da quindici brani, tra cui il singolo apripista Nulla accade, uscito il 7 giugno. Nello stesso anno è stato scelto tra i giudici della terza edizione del programma televisivo TOP DJ. Il 31 marzo 2017 il duo ha pubblicato l'album dal vivo Santeria Live, contenente l'intero concerto da loro tenuto presso l'Alcatraz di Milano. Il 3 luglio è stato pubblicato il video del brano Tony, l'ultimo tratto da Santeria e girato a Bogotà.

#### GentlemaneSinatra(2017-2020)
Il 21 aprile 2017 Gué Pequeno ha pubblicato per il download digitale e per lo streaming il singolo Trinità, quest'ultimo promosso dal relativo video diretto da Igor Grbesic e Marc Lucas. A seguire è stato il doppio singolo Non ci sei tu/T'apposto, pubblicato il 2 giugno dello stesso anno. Il 6 giugno il rapper ha annunciato in via ufficiale il quinto album solista Gentleman, uscito il 30 dello stesso mese e composto da diversi brani in collaborazione con vari artisti, tra cui Sfera Ebbasta e Marracash. L'edizione standard dell'album è stata commercializzata nelle edizioni Red Version e Blue Version, caratterizzati da copertina e bonus track differenti, mentre quella deluxe è stata resa disponibile esclusivamente su Amazon.com. La promozione dell'album è proseguita con la pubblicazione del singolo Milionario, uscito il 7 luglio e che ha visto la partecipazione vocale di El Micha. Il singolo ha raggiunto la nona posizione della Top Singoli, venendo certificato doppio disco di platino dalla FIMI per le oltre 100 000 copie vendute. Il successivo singolo, Lamborghini, ha invece conquistato la vetta della rispettiva classifica, vendendo oltre 200 000 copie in Italia.

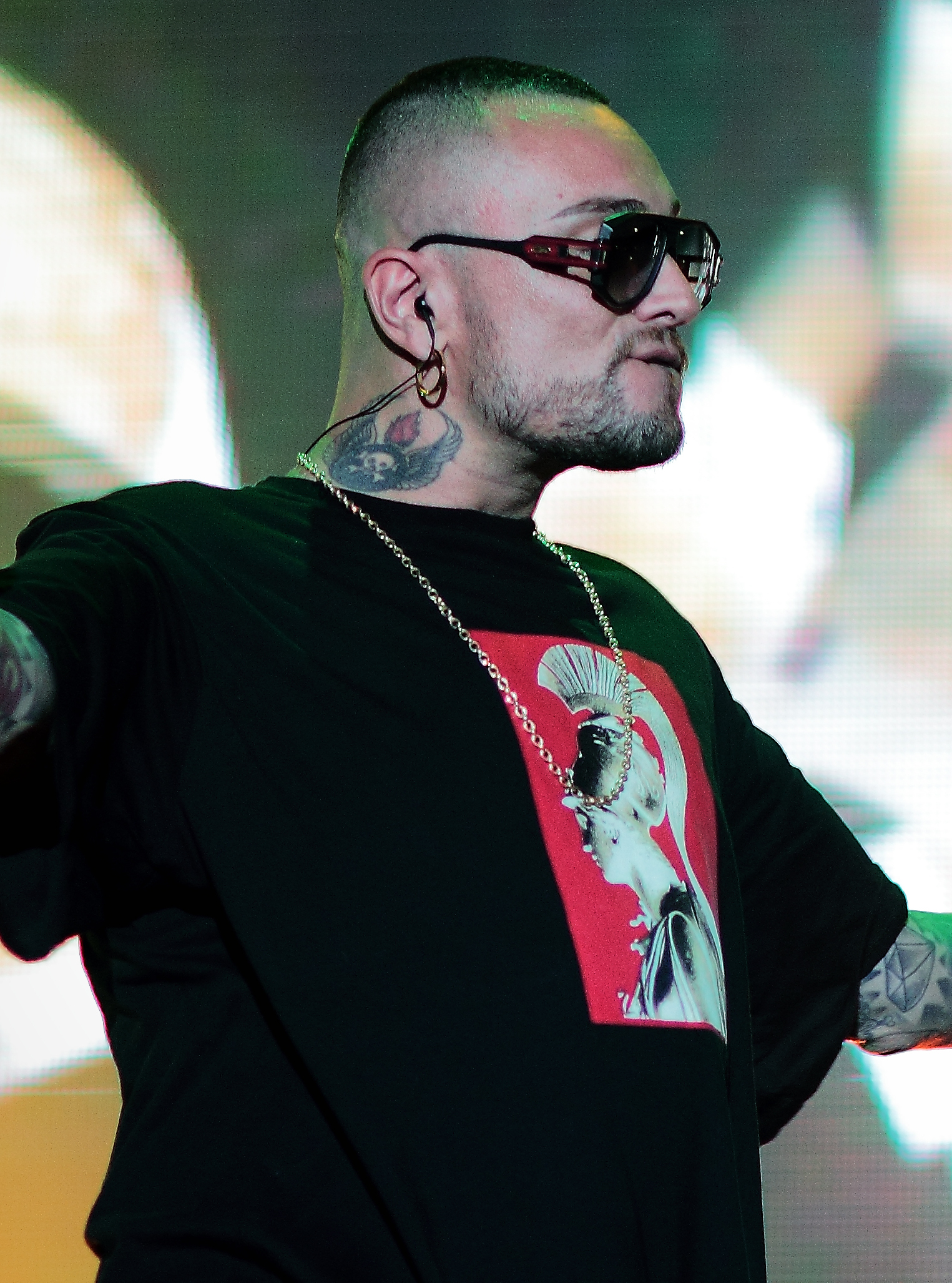
Guè in concerto nel 2017

Il 6 aprile 2018 Gué Pequeno ha pubblicato il singolo inedito Come se fosse normale, mentre il 18 maggio è uscito Nero Bali di Elodie, a cui il rapper ha collaborato vocalmente insieme a Michele Bravi. Il mese successivo, invece, inizia con un ulteriore nuovo singolo, Lungomare latino, inciso con la collaborazione di Willy William. Il 1º agosto 2018 annuncia ufficialmente la sua entrata nella Billion Headz Music Group, etichetta fondata da Sfera Ebbasta e Charlie Charles. Il 24 dello stesso mese annuncia tramite i propri social ufficiali l'uscita del quinto album solista Sinatra, avvenuta il 14 settembre seguente e anticipato dal singolo Trap Phone. Il disco è stato in seguito promosso anche dai successivi singoli Bling Bling (Oro) e 2%, entrambi di discreto successo commerciale. L'8 febbraio 2019 si è esibito al 69º Festival di Sanremo, duettando con Mahmood al brano Soldi, in seguito proclamato vincitore nella serata conclusiva della manifestazione. Da aprile 2019 è giurato del talent show The Voice of Italy. Il 21 giugno dello stesso anno ha pubblicato Gelida estate EP.

#### Mr. FinieFastlife 4(2020-2021)
Il 14 giugno 2020 Gué Pequeno ha annunciato il settimo album Mr. Fini, da lui definito il proprio «kolossal» e pubblicato il 26 dello stesso mese. Da esso sono stati estratti i singoli Saigon e Chico, il secondo dei quali ha raggiunto la quinta posizione della Top Singoli. Successivamente è stato estratto come singolo anche 25 ore, per l'occasione in una versione remixata da Shablo e che ha visto la partecipazione vocale di Ernia. Nello stesso anno ha collaborato con Anna alla realizzazione del singolo Bla bla, uscito nel mese di ottobre. A dicembre 2020 il rapper ha pubblicato l'inedito Vita veloce freestyle, prodotto da DJ Harsh.
Il 26 marzo 2021 il rapper ha ripubblicato l'album di debutto Il ragazzo d'oro in occasione del decennale dalla sua uscita. Oltre ai brani dell'edizione originaria, qui presenti in veste rimasterizzata, sono contenuti anche remix inediti realizzati da svariati artisti appartenenti alla scena hip hop italiana come Charlie Charles, Gemitaiz e Lazza. Il 9 aprile 2021 esce il mixtape Fastlife 4, che continua la serie di mixtape iniziata nel 2006 insieme a DJ Harsh.

#### Cambio di nome in Guè,GuesuseMadreperla(2021-2024)
Il 14 novembre il rapper ha annunciato di cambiare lo pseudonimo, passando da Guè Pequeno a Guè; nelle settimane successive ha annunciato il settimo album Guesus. Pubblicato il 10 dicembre, il disco presenta la partecipazione di diversi artisti, tra cui Coez, Ernia, Elisa e Rick Ross, e ha debuttato direttamente al primo posto della Classifica FIMI Album. Per promuovere il disco, il rapper ha tenuto un concerto speciale presso il Fabrique di Milano il 24 febbraio 2022.
A gennaio 2023 l'artista ha rivelato i dettagli inerenti all'ottavo album Madreperla, la cui uscita è avvenuta il 13 dello stesso mese. Il disco è stato interamente prodotto da Bassi Maestro e si compone di dodici brani prettamente hip hop, di cui alcuni realizzati con Paky, Anna, Marracash, Sfera Ebbasta e Rkomi; nella lista tracce vi appare anche Mollami pt. 2, continuazione di Mollami (tratto da Vero del 2015) e scelto come singolo apripista del progetto.
Nel febbraio 2024 partecipa al 74º Festival di Sanremo in qualità di ospite, affiancato da Luchè, Gigi D'Alessio e Geolier, quest'ultimo in gara al Festival, insieme ai quali canta un medley intitolato Strade, che si piazza al primo posto in classifica nella serata delle cover.

#### Tropico del CapricornoeKG(2025-presente)
Il 10 gennaio del 2025 viene pubblicato il suo nono album in studio, Tropico del Capricorno, con all'interno featuring come Rose Villain, Shiva, gli Stadio, Ernia e Chiello; in questo disco Guè accosta delle sonorità pop all'hip hop, scelta confermata anche con la sua partecipazione tra i big del 75º Festival di Sanremo insieme a Shablo, Tormento dei Sottotono e Joshua.
Il 29 maggio dello stesso anno pubblica l'album KG, collaborazione con il rapper Rasty Kilo.

## Discografia

### Da solista
- 2011 – Il ragazzo d'oro
- 2013 – Bravo ragazzo
- 2015 – Vero
- 2016 – Santeria (con Marracash)
- 2017 – Gentleman
- 2018 – Sinatra
- 2020 – Mr. Fini
- 2021 – Guesus
- 2023 – Madreperla
- 2025 – Tropico del Capricorno
- 2025 – KG (con Rasty Kilo)

### Con i Sacre Scuole
- 1999 – 3 MC's al cubo

### Con i Club Dogo
- 2003 – Mi fist
- 2006 – Penna capitale
- 2007 – Vile denaro
- 2009 – Dogocrazia
- 2010 – Che bello essere noi
- 2012 – Noi siamo il club
- 2014 – Non siamo più quelli di Mi fist
- 2024 – Club Dogo

### Con la Dogo Gang
- 2005 – Roccia Music I (con Marracash)
- 2008 – Benvenuti nella giungla

## Filmografia

### Film
- Mucchio selvaggio, regia di Matteo Swaitz (2007)
- 5 Euro, regia di Tekla Taidelli (2008)
- All Night Long, regia di Gianluigi Sorrentino (2015)
- Cetto c'è, senzadubbiamente, regia di Giulio Manfredonia (2019)
- Autumn Beat, regia di Antonio Dikele Distefano (2022)
- I soliti idioti 3 - Il ritorno, regia di Francesco Mandelli, Fabrizio Biggio e Martino Ferro (2024)

### Televisione
- L'ispettore Coliandro – serie TV, episodio 7x03 (2018)
- Sinatra - La serie – serie TV (2018)
- Celebrity Hunted: Caccia all'uomo – programma TV, concorrente (2024)

### Doppiaggio
- Step Up: All In, regia di Trish Sie (2014)